# Максюта Анатолій Аркадійович
Анато́лій Арка́дійович Максю́та (нар. 15 червня 1963, с. Козачки, Летичівський район, Хмельницька область, Українська РСР, СРСР) — український державний діяч. Перший заступник міністра економічного розвитку і торгівлі України (з 5 квітня 2012). Координатор діяльності України в реалізації Стратегії Європейського Союзу для Дунайського регіону.
З 3 вересня 2014 року Кабінет міністрів призначив його виконуючим обов'язки міністра економічного розвитку і торгівлі України.

## Життєпис
Народився 15 червня 1963 року у селі Козачки Летичівського району Хмельницької області.

## Освіта
У 1984 році закінчив Тернопільський фінансово-економічний інститут (спеціальність — «Фінанси і кредит», кваліфікація «Економіст»).
У 1994 році закінчив Інститут державного управління і самоврядування при Кабінеті Міністрів України за спеціальністю «Державне управління», кваліфікація «Магістр державного управління».

## Трудова діяльність

### Діяльність в органах місцевого самоврядування
- 1984–1984 старший економіст фінансового відділу виконкому Черняхівської районної Ради народних депутатів Житомирської області.
- 1984–1986 служба в армії.
- 1986–1987 економіст, заступник завідувача — начальник інспекції держдоходів фінансового відділу виконкому Черняхівської районної Ради народних депутатів Житомирської області.
- 1987–1988 завідувач відділу комплексного економічного і соціального розвитку виконкому Черняхівської районної Ради народних депутатів Житомирської області.
- 1988–1990 завідувач фінансового відділу виконкому Лугинської районної Ради народних депутатів Житомирської області.
- 1990–1993 заступник начальника бюджетного відділу фінансового управління виконкому Житомирської обласної Ради народних депутатів.
- 1993–1993 заступник начальника — начальник відділу фінансів місцевого господарства, грошового обігу і цінних паперів фінансового управління виконкому Житомирської обласної Ради народних депутатів.

### Урядова діяльність
- 1993–1994 слухач Інституту державного управління і самоврядування при Кабінеті Міністрів України.
- 1994–1995 заступник начальника Головного бюджетного управління — начальник відділу з питань територіальних бюджетів.
- 1995–1996 начальник Головного бюджетного управління, член колегії Міністерства фінансів України.
- 1996–1997 перший заступник начальника Головного бюджетного управління Міністерства фінансів України.
- 1997–2000 начальник Головного бюджетного управління Міністерства фінансів України.
- 2000–2001 начальник Департаменту по бюджету Міністерства фінансів України.
- 2001–2002 перший заступник Державного секретаря Міністерства фінансів України[1][2].
- 2002–2003 Державний секретар Міністерства фінансів України[3][4].
- 2003–2003 заступник Державного секретаря Міністерства фінансів України[5][6].
- 2003–2005 радник Президента України[7][8].
- 2005–2005 перший заступник Міністра фінансів України[9][10].
- 2005–2007[11][12], 2008–2011 перший заступник Міністра економіки України[13].
- 2011–2012 радник Президента України — керівник Головного управління з питань реформування соціальної сфери Адміністрації Президента України[14][15].
- 5 квітня 2012 — 3 вересня 2014 — перший заступник міністра економічного розвитку і торгівлі України[16].
- З 27 вересня 2012 — науково-технічної ради при міністерстві[17].
- З 30 січня 2013 — координатор діяльності України в реалізації Стратегії ЄС для Дунайського регіону[18].
- 3 вересня 2014 — 8 жовтня 2014 — виконувач обов'язків міністра міністра економічного розвитку і торгівлі України[19].

## Нагороди, почесні звання
- Почесна грамота Кабінету міністрів України (1999)[20].
- Заслужений економіст України (2008)[21].